# عبيد الله بن كعب بن مالك
عبيد الله بن كعب بن مالك الأنصاري السلمى، أبو فضالة المدني، أخو عبد الله وعبد الرحمن ومحمد ومعبد بنى كعب بن مالك.

## قيل عنه
- قال أبو زرعة: ثقة.[1]
- قال محمد بن سعد: كان ثقة، قليل الحديث.[1]
- ذكر ابن حبان أنه سمع من عثمان.[2]
- كان ثقة عند ابن منده.[3]
- قال الذهبي في كتابة الكاشف: وثقه أبو زرعة.[4]
- قال عنه الحافظ ابن حجر العسقلاني في كتابه تهذيب التهذيب: أخرج له أبو يعلى في «مسنده» حديثا أرسله، لذلك ذكره الذهبي في «تجريد الصحابة»، وهو وهم.[5]

## أحاديث قام بروايتها
من الأحاديث التي قام بروايتها:-
روي عن  أَبُو عَاصِمٍ  عَنْ  ابْنِ جُرَيْجٍ  عَنْ  ابْنِ شِهَابٍ  عَنْ  عَبْدِ الرَّحْمَنِ بْنِ عَبْدِ اللَّهِ بْنِ كَعْبٍ  عَنْ  أَبِيهِ  وَعَمِّهِ عُبَيْدِ اللَّهِ بْنِ كَعْبٍ  عَنْ كَعْبٍ في  صحيح البخاري : 
| عبيد الله بن كعب بن مالك | "أَنَّ النَّبِيَّ صَلَّى اللَّهُ عَلَيْهِ وَسَلَّمَ كَانَ إِذَا قَدِمَ مِنْ سَفَرٍ ضُحًى دَخَلَ الْمَسْجِدَ فَصَلَّى رَكْعَتَيْنِ قَبْلَ أَنْ يَجْلِسَ " | عبيد الله بن كعب بن مالك |

.